# Procópio de Gaza
Procópio de Gaza (c. 465 - 528) foi um sofista e um retórico cristão, um dos mais importantes representantes da famosa escola que floresceu em sua terra natal. Lá ele passou toda a sua vida, ensinando e escrevendo, sem tomar parte em nenhum dos movimentos teológicos de seu tempo.
O pouco que sabemos dele pode ser encontrado em suas cartas e no encômio de seu pupilo e sucessor, Corício de Gaza. Ele foi o autor de diversas obras retóricas e teológicas, sendo que daquelas, seu panegírico sobre o imperador bizantino Anastácio I Dicoro é a única que sobreviveu. A descrição da Basílica de Santa Sofia e a monódia sobre a sua destruição parcial num terremoto são espúrias.
Suas epístolas (162 no total), endereçadas a pessoas de prestígio, amigos e adversários, nos permitem visualizar a condição do sofismo e da retórica, além da personalidade do autor. O fragmento de um tratado polêmico contra o neoplatonista Proclo é, atualmente, atribuído a Nicolaus, arcebispo de Metone, no Peloponeso (séc. XII).
As obras teológicas de Procópio consistem de comentários sobre o o pentateuco, Josué, Juízes e Rute, além dos livros dos Reis, Crônicas, Isaías, Provérbios, Cântico dos Cânticos e Eclesiastes. Estes comentários estão entre os primeiros exemplos da forma "catênica" (catena - "corrente") de comentário, consistindo de uma série de trechos, organizados, com adições independentes, para elucidar a parte das escrituras em questão. Fócio (cód. 206), ainda que criticando a forma difusa deles, elogia a erudição do autor e seu estilo que, porém, ele considera muito elaborado para o fim a que se destina.
Edições completas das obras de Procópio estão na Patrologia Grega lxxxvii, de Migne.